# Vikram Seth
Vikram Seth este un poet și un scriitor indian. A mai scris, de asemenea, jurnale de călătorie, librete, literatură pentru copii, biografii și memorii.

## Biografie
Vikram Seth s-a născut în Calcutta în 1952.
De foarte tânăr el a fost trimis în Anglia, apoi în S.U.A pentru a-și urma studiile. Acest lucru l-a influențat foarte mult, deoarece el a prins gustul călătoriilor și a noutăților, fapt ce-l va inspira în scrierea operelor sale. Prima sa carte, Mappings, o colecție de poeme a fost publicată de Writers Workshop, Calcutta. În scrierile sale sunt prezente teme precum plăcerea, religia, iubirea etc.